# فرنسیس آماسا واکر
فرانسیس آماسا واکر (Francis Amasa Walker) (زادهٔ ۲ ژوئیه ۱۸۴۰ – درگذشتهٔ ۵ ژانویه ۱۸۹۷)، یک اقتصاددان، کارشناس آمار، روزنامه‌نگار، معلم مدرسه، مدیر آکادمیک و افسر در ارتش اتحادیه، اهل آمریکا بود.
واکر در یک خانواده بلندآوازه در بوستون متولد شد، فرزند اقتصاددان و سیاست‌مدار آماسا واکر بوده و در ۲۰ سالگی از کالج آمهرست فارغ‌التحصیل گردید. به او مأموریت داده شد تا به تیپ پانزدهم پیاده ماساچوست ملحق شود، او به سرعت ترفیع نموده و به عنوان دستیار ریس کل پرسنل گماشته شد. واکر در کمپین پنین‌سولا مبارزه نموده و در نبرد چنسلورزویل مجروح شد. اما پس از بهبود او در کمپین‌های بریستو، اوورلند و ریچموند-پیتزبورگ شرکت نموده و بعداً توسط نیروهای مؤتلفه دستگیر و در زندان بدنام لیبی محبوس گردید. در ژوئیه ۱۸۶۶ میلادی، او از طرف رئیس‌جمهوری اندرو جانسون برای دریافت درجه نظامی افتخاری سرتیپ داوطلبان ارتش ایالات متحده، نامزد گردیده و توسط مجلس سنای ایالات متحده تأیید گردید، این درجه افتخاری برای وی از ۱۳ مارس ۱۸۶۵ زمانی‌که ۲۴ سال داشت، اعطاء گردید.
پس از پایان جنگ، واکر به عنوان کارمند ویراستاری در انتشارات اسپرنگ‌فیلد ریپابلیکن خدمت نموده و بعداً از روابط نظامی و خانوادگی خود استفاده نمود تا از ۱۸۶۹ – ۱۸۷۰ میلادی به عنوان رئیس اداره کل آمار ایالات متحده و بعداً سرپرست سرشماری ۱۸۷۰ ایالات متحده گماشته شود، او طی شغل پسین خود یک کتاب آمار دارای تصویر و جدول را منتشر نموده و برای نخستین‌بار داده‌ها را به‌طور دیداری ارایه کرد، این کتاب وی برنده جایزه نیز شد. پس از آن، وی در ۱۸۷۲ میلادی به عنوان پروفسور اقتصاد سیاسی مکتب علمی شفیلد در دانشگاه ییل پیوست، او پس از کارکردن در سمت‌های رئیس و عضو نمایشگاه ۱۸۷۶ فیلادلفیا، نماینده آمریکا در کنفرانس بین‌المللی پول در ۱۸۷۸ میلادی، رئیس انجمن آمار آمریکا در ۱۸۸۲ میلادی، رئیس افتتاح انجمن اقتصادی آمریکا در ۱۸۸۶ میلادی و نائب‌رئیس آکادمی ملی علوم آمریکا در ۱۸۹۰ میلادی به شهرت جهانی رسید. واکر همچنین سرشماری ۱۸۸۰ ایالات متحده را رهبری کرد که نتیجه آن بیست و دو جلد کتاب سرشماری بوده و واکر را به متخصص برتر آمار در ایالات متحده مبدل کرد.
به عنوان یک اقتصاددان، واکر از قاعده مزد-وجوه پرده برداشته و وارد یک گفتمان چشم‌گیر علمی روی مسائل زمین، اجاره و مالیات با هنری جرج شد. واکر به طرف‌داری از استفاده از دو فلز به عنوان پشتوانه پولی دفاع نموده و هرچند وی طرف‌دار جنبش سوسیالستی در شرف تکوین نبود، اما او مدعی شد که مکلفیت‌های میان یک کارفرما و یک کارگر وجود دارد. او اثر خود تحت عنوان دوفلزی بین‌المللی را در اوج مبارزات انتخاباتی ریاست جمهوری ۱۸۹۶ زمانی منتشر کرد که مسائل اقتصادی بسیار برجسته بود. واکر نویسنده‌ای پُر بار بوده و ده کتاب پیرامون اقتصاد سیاسی و تاریخ نظامی نوشت. برای قدردانی از کارهای او در نظریه علم اقتصاد که از ۱۹۴۷ میلادی آغاز گردیده بود، انجمن اقتصادی آمریکا پس از آن دستاوردهای عمری یک اقتصاددان را با دادن «مدال فرانسیس ای. واکر» مورد تقدیر قرار داد.
واکر ریاست مؤسسه فناوری ماساچوست را در ۱۸۸۱ میلادی پذیرفت، سمتی که او برای پانزده سال تا زمان مرگش در آن باقی ماند. در خلال مدتی که او ریاست این مؤسسه را بر عهده داشت، با تأمین منابع مالی به‌گونه شدید و دریافت کردن کمک‌ها از حکومت ماساچوست، به وضعیت مالی این مؤسسه ثبات بیشتر بخشید، چندین بار برنامه‌های درسی را اصلاح کرد، از ایجاد برنامه‌های آکادمیک جدید نظارت نمود و میزان محوطه بوستون، استادان و ثبت نام شاگردان را گسترش داد. سالن بزرگ‌داشت واکر در مؤسسه فناوری ماساچوست که یک باشگاه دانشجویان پیشین بود و ساختمان‌های اصلی در محوطه چارلز ریور در ۱۹۱۶ میلادی به افتخار او نام‌گذاری شدند.

## پس‌زمینه
واکر در بوستون، ماساچوست زاده شد، او کوچک‌ترین فرزند هانا (نام خانوادگی هنگام تولد، امبروس) و آماسا، یک اقتصاددان برجسته و سیاست‌مدار عضو دولت، بود. خانواد واکر سه فرزند داشتند، ایما (متولد ۱۸۳۵ میلادی)، رابرت (متولد ۱۸۳۷ میلادی) و فرانسیس. چون همسایه دیوار به دیوار خانواده واکر، الیور وندل هلمز سینیور بود، از این‌رو واکر جونیور و هلمز جونیور در کودکی باهم هم‌بازی بودند و بعداً در اواخر زندگی دوستی خود را تجدید کردند. خانواده واکر از بوستون به بروکفیلد شمالی، ماساچوست نقل مکان نموده و در آنجا به زندگی ادامه دادند. هنگامی که او پسر بچه‌ای بیش نبود، هم مزاج صریح و هم شخصیت پُر جذبه داشت.
واکر مدرسه را در سن هفت سالگی آغاز نموده و به آموزش زبان لاتین در مدارس خصوصی و دولتی مختلف در بروکفیلد پرداخت و زمانی که به ۱۲ سالگی رسید به آکادمی لستر فرستاده شد. او دوره آمادگی کالج را تا چهارده سالگی به اتمام رساند، یک سال دیگر را به آموزش زبان یونانی و لاتین تحت نظر لوسی استون، کسی که در آینده طرف‌دار حق رأی و لغو برده‌داری شد، پرداخته و در پانزده سالگی وارد کالج آمهرست شد. هرچند پس از سپری‌نمودن یک سال در کالج آمهرست، او تصمیم گرفت تا در دانشگاه هاروارد نام‌نویسی کند، اما پدرش معتقد که پسر وی برای رفتن به یک کالج بزرگ هنوز بسیار جوان است و روی ماندن وی در آرمهست تأکید کرد. هرچند او در کلاس ۱۸۵۹ وارد کالج شده بود، اما به دلیل بیمارشدن در جریان سال اول کالج، واکر یک سال عقب افتاد. او در سال اول کالج عضو انجمن‌های دلتا کاپا (Delta Kappa) و آتنی‌ها (Athenian) بوده و در سال دوم دانشگاه به انجمن آلفا سیگمی فی (Alpha Sigma Phi) پیوست، اما به دلیل «شرورگری» از این انجمن خارج شده و در نهایت به دلتا کاپا اپلیسون (Delta Kappa Epsilon) پیوست. هنگامی که او دانشجو بود، به واکر به‌خاطر ارایه یک نطق طولانی مدت، جایزه رساله سویتسر و جایزه هاردی اعطاء گردید. او در ۱۸۶۰ میلادی به عنوان یک دانشجوی که عضو انجمن فی بتا کاپا بود، با دریافت مدرک لیسانس در حقوق، فارغ‌التحصیل گردید. پس از فارغ‌التحصیل شدن از کالج، او به بنگاه حقوقی چارلز دونز و جرج فریزبی هور در ووستر، ماساچوست پیوست.

## خدمت نظامی

### تیپ ۱۵ام پیاده ماساچوست
زمانی که تنش‌ها میان شمال و جنوب در زمستان ۱۸۶۰–۱۸۶۱ میلادی بالا گرفت، واکر خود را تجهیز نموده و تمرینات نظامی را در گردان سوم تفنگ‌داران سرگرد دونز در ووستر و نیویورک آغاز کرد. علی‌رغم این‌که برادر بزرگ‌تر وی رابرت در تیپ پیاده ۳۴ام ماساچوست خدمت می‌کرد، اما پدرش به عضو شدن جوان‌ترین پسر خود در اولین موج داوطلبان مخالفت کرد. واکر دوباره به ووستر برگشت، اما او از ویلیام ستشولیر و شهردار جان اندرو درخواست کرد تا به او به عنوان ستوان دوم در فرمان‌دهی ۱۵ام ماساچوست که تحت فرماندهی دونز بود، مأموریتی بدهند. پس از ۲۱مین زاد روزش و نخستین نبرد بول ران در ژوئیه ۱۸۶۱، واکر رضایت پدرش مبنی در پیوستن به جنگ و همچنین ضمانت دونز مبنی بر دریافت‌کردن مأموریت افسری را به‌دست‌آورد. با این حال، درجه ستوانی که وعده داده شده بود عملی نشده و به‌جای آن دونز درجه نظامی استوار را به او داد، او این درجه را در ۱ اوت ۱۸۶۱، پس از دوخت مجدد لباسی که برای درجه ستوانی سفارش داده بود تا نشان‌دهنده درجه نظامی‌اش باشد، تصاحب کرد. با این حال، در ۱۴ سپتامبر ۱۸۶۱ میلادی واکر با توصیه دونز و تأییدی سرتیپ داریوس ان. کوچ به عنوان دست‌یار ریس کل پرسونل گماشته شده و به درجه نظامی سروان ترفیع داده شد. واکر در جریان زمستان ۱۸۶۱–۱۸۶۲ در واشینگتن دی‌سی ماند و شاهد هیچ نبردی نبود تا این‌که در می ۱۸۶۲ در نبرد ویلیامزبرگ شرکت کرد.

## ارجاعات
1. ↑  Captured! The Civil War experience of the Superintendent of the Census Francis Amasa Walker by Jason G. Gauthier, Historian, Public Information Office, U.S. Census Bureau
2. ↑  (Eicher و Eicher 2001، ص. 760)
3. ↑  Walker, Francis A. (1896). International Bimetallism. New York: Henry Holt and Company. Retrieved 11 June 2018 – via Internet Archive.
4. ↑  (Harnwell 2008)
5. ↑  (Munroe 1923، ص. 23)
6. ↑  (Munroe 1923، صص. 25–26)
7. 1 2  (Wright 1897، ص. 248)
8. ↑  (Munroe 1923، ص. 27)
9. ↑  (Munroe 1923، ص. 29)
10. ↑  (Munroe 1923، ص. 415)
11. ↑  (Munroe 1923، ص. 28)
12. ↑  (Munroe 1923، صص. 30–32)
13. ↑  (Munroe 1923، صص. 32–35)
14. ↑  (Munroe 1923، ص. 36)
15. ↑  (Munroe 1923، ص. 41)
16. ↑  (Munroe 1923، صص. 46–52)

## کتابشناسی
- "Statisticians in History: Francis Amasa Walker". American Statistical Association. Retrieved 2009-06-18.
- Adelstein, Richard P. (1988). "Mind and Hand: Economics and Engineering at the Massachusetts Institute of Technology".  In William J. Barber (ed.). Economists and higher learning in the nineteenth century. Middletown, Conn.: Wesleyan University Press. ISBN 0-8195-5176-7.
- Billings, John S. (1902). "Biographical Memoir of Francis Amasa Walker 1840–1897" (PDF). National Academy Press. {{cite journal}}: Cite journal requires |journal= (help)
- Chomsky, Carol (Nov 1990). "The United States-Dakota War Trials: A Study in Military Injustice". Stanford Law Review. 43 (1): 13–96. doi:10.2307/1228993. JSTOR 1228993.
- Cord, Steven B. (2003). "Walker: the General Leads the Charge". The American Journal of Economics and Sociology. 62 (5): 231–243. doi:10.1111/j.0002-9246.2003.00262.x.
- Dewey, Davis R. (1897). "Francis A. Walker as a Public Man".  In Albert Shaw (ed.). The Review of Reviews, January–June 1897. Vol. XV. New York: The Review of Reviews Co. pp. 166–171.
- Dunbar, Charles F. (July 1897). "The Career of Francis Amasa Walker". Quarterly Journal of Economics. 11 (4): 436–448. doi:10.2307/1880719. JSTOR 1880719.
- Eicher, John H.; Eicher, David J. (2001). Civil War High Commands. Stanford University Press. ISBN 0-8047-3641-3.
- Fitzpatrick, Paul J. (1957). "Leading American Statisticians in the Nineteenth Century". Journal of the American Statistical Association. 52 (279): 301–321. doi:10.2307/2280901. JSTOR 2280901.
- Fonseca, Gonçalo L. "Francis Amasa Walker". History of Economic Thought. Archived from the original on 2011-01-06.
- Hadley, Arthur Twining (1897). "Francis A. Walker's Contributions to Economic Theory". Political Science Quarterly. The Academy of Political Science. 12 (2): 295–308. doi:10.2307/2140123. JSTOR 2140123.
- Harnwell, Susan L. (2008). "Francis Amasa Walker". 15th Massachusetts Volunteer Infantry in the Civil War. Archived from the original on 2011-07-19.
- Hodgson, Dennis (1992). "Ideological Currents and the Interpretation of Demographic Trends: The Case of Francis Amasa Walker". Journal of the History of the Behavioral Sciences. 28 (1): 28–44. doi:10.1002/1520-6696(199201)28:1<28::AID-JHBS2300280103>3.0.CO;2-L. PMID 11612656.
- Hunt, Jack R.; Brown (1990). Brevet Brigadier Generals in Blue. Gaithersburg, MD: Olde Soldier Books. ISBN 1-56013-002-4.
- Kinnahan, Thomas P. (2008). "Charting Progress: Francis Amasa Walker's Statistical Atlas of the United States and Narratives of Western Expansion". American Quarterly. 60 (2): 399–423. doi:10.1353/aq.0.0012. S2CID 145351855.
- Munroe, James P. (1923). A Life of Francis Amasa Walker. New York: Henry Holt & Company.
- Newton, B. (1968). The Economics of Francis Amasa Walker: American Economics in Transition. New York: A. M. Kelley.
- Parrington, Vernon Louis (1927). "Francis A. Walker". Main Currents in American Thought. Vol. 3. Harcourt, Brace, and Co. pp. 111–117. ISBN 0-7812-5283-0.
- Spencer, Joseph Jansen (1897). "General Francis A. Walker: A Character Sketch".  In Albert Shaw (ed.). The Review of Reviews, January–June 1897. Vol. XV. New York: The Review of Reviews Co. pp. 159–166.
- Solow, Robert M. (1987). "What do we know that Francis Amasa Walker didn't?". History of Political Economy. 19 (2): 183–189. doi:10.1215/00182702-19-2-183.
- A.W. Ward, W.P. Trent;  et al., eds. (1907–1921). "Francis Amasa Walker". The Cambridge history of English and American literature. New York: G.P. Putnam's Sons.
- Whitaker, John K. (1997). "Enemies or Allies? Henry George and Francis Amasa Walker One Century Later". Journal of Economic Literature. 35 (4): 1891–1915.
- Wright, Carroll D. (1897). "Francis Amasa Walker". Publications of the American Statistical Association. American Statistical Association. 5 (38): 245–275. doi:10.2307/2276668. JSTOR 2276668.